# Erythroneura omaska
Erythroneura omaska är en insektsart som beskrevs av Robinson 1924. Erythroneura omaska ingår i släktet Erythroneura och familjen dvärgstritar. Inga underarter finns listade i Catalogue of Life.